# Elmacık, Kemer
Elmacık là một xã thuộc huyện Kemer, tỉnh Burdur, Thổ Nhĩ Kỳ. Dân số thời điểm năm 2010 là 310 người.